# Josh Kelly
Josh Kelly (Yokosuka, 25 april 1982) is een in Japan geboren Amerikaans acteur.

## Carrière
Kelly begon in 2006 met acteren in de film Friendly Fire, waarna hij nog meerdere rollen speelde in films en televisieseries. Hij is vooral bekend van zijn rol als Cutter Wentworth in de televisieserie One Life to Live waar hij in 116 afleveringen speelde (2010-2013).

## Privé
Kelly is als Army Ranger driemaal uitgezonden naar Afghanistan en eenmaal naar Irak.

## Filmografie

### Films
Uitgezonderd korte films.
- 2020 Captors - als Patrick
- 2020 InstaFame - als mr. Davenport
- 2019 I Am That Man - als Brendan
- 2018 Christmas Bells Are Ringing - als Mike Phillips
- 2018 My Husband's Secret Wife - als Alex
- 2017 Romance at Reindeer Lodge - als Jared
- 2014 Jarhead 2: Field of Fire - als Chris Merrimette
- 2013 Dumb Girls - als Danny
- 2011 Wolf Town - als Rob
- 2011 Transformers: Dark of the Moon - als Epps Team 'Stone'
- 2010 The Portal - als Josh / Stone
- 2009 Circle of Eight - als Bale
- 2009 Transformers: Revenge of the Fallen - als lid van Strike Force Team
- 2007 Supergator - als Ryan Houston
- 2006 Friendly Fire - als ??

### Televisieseries
Uitgezonderd eenmalige gastrollen.
- 2021-2024 General Hospital - als Cody Bell - 196 afl.
- 2019 Bluff City Law - als Robbie - 10 afl.
- 2018 Midnight, Texas - als Walker Chisum - 5 afl.
- 2015-2018 UnREAL - als Jeremy Caner - 30 afl.
- 2010-2013 One Life to Live - als Cutter Wentworth - 116 afl.
- 2012 Army Wives - als luitenant Cody Anderson - 2 afl.
- 2006 Desire - als Felix - 19 afl.